# 99863 Winnewisser
99863 Winnewisser este un asteroid din centura principală de asteroizi.

## Descriere
99863 Winnewisser este un asteroid din centura principală de asteroizi. A fost descoperit pe 23 iulie 2002 la Observatorul Palomar în cadrul programului NEAT. Asteroidul prezintă o orbită caracterizată de o semiaxă mare de 2,93 ua, o excentricitate de 0,05 și o înclinație de 3,3° în raport cu ecliptica.